# Drużynowe Mistrzostwa Świata Juniorów na Żużlu 2012
Drużynowe Mistrzostwa Świata Juniorów na Żużlu 2012 (DMŚJ) – cykl turniejów żużlowych, mających wyłonić najlepszą drużynę narodową (do lat 21) w sezonie 2012. Po raz szósty w historii złote medale zdobyli reprezentanci Polski.

## Finał
- Gniezno, 1 września 2012

| Msc |                                                                                          | Drużyna / Zawodnik                                                | Biegi         | Punkty |
| --- | ---------------------------------------------------------------------------------------- | ----------------------------------------------------------------- | ------------- | ------ |
| 1   |                                                                                          | Polska                                                            | Polska        | 61     |
| 1   | Patryk Dudek Maciej Janowski Tobiasz Musielak Przemysław Pawlicki Bartosz Zmarzlik       | (2,3,3,3,2) (3,3,3,3,3) (3,2,2,2,3) (3,3,2,3,2) (3,2,3,–,–)       | 13 15 12 13 8 |        |
| 2   |                                                                                          | Australia                                                         | Australia     | 44     |
| 2   | Darcy Ward Nick Morris Dakota North Alex Davies Sam Masters                              | (3,3,2,3,3) (2,1,3,2,3) (1,1,1,2,3) (0,3,w,0,2) (1,0,2,2,1)       | 14 11 8 5 6   |        |
| 3   |                                                                                          | Szwecja                                                           | Szwecja       | 26     |
| 3   | Jacob Thorssell Oliver Berntzon Mathias Thörnblom Pontus Aspgren Anton Rosén             | (1,w,3,w,1,0) (1,1,w,–,–) (0,0,0,0,–) (1,2,1,3,1,2) (2,2,1,1,2,1) | 5 2 0 10 9    |        |
| 4   |                                                                                          | Rosja                                                             | Rosja         | 17     |
| 4   | Andriej Kudriaszow Siergiej Karaczincew Władimir Borodulin Ilja Czałow Witalij Biełousow | (d,2,1,0,w,–) (d,–,0,1,w) (2,0,2,1,1,0) (2,0,1,0,2) (0,1,0,1,0)   | 3 1 6 5 2     |        |

Bieg po biegu:
1. Ward, Dudek, Thorsell, Kudriaszow (d/s)
2. Janowski, Morris, Berntzon, Karaczincew (d2)
3. Musielak, Borodullin, North, Thörnblom
4. Pawlicki, Czałow, Aspgren, Davies
5. Zmarzlik, Rosén, Masters, Biełousow
6. Davies, Musielak, Biełousow, Thorsell (w/su)
7. Pawlicki, Kudriaszow, Berntzon, Masters
8. Ward, Zmarzlik, Kudriaszow, Thörnblom
9. Dudek, Aspgren, Morris, Borodullin
10. Janowski, Rosén, North, Czałow
11. Thorsell, Pawlicki, North, Karaczincew
12. Zmarzlik, Borodullin, Berntzon (w/su), Davies (w/su)
13. Dudek, Masters, Czałow, Thörnblom
14. Janowski, Ward, Aspgren, Biełousow
15. Morris, Musielak, Rosén, Kudriaszow
16. Janowski, Masters, Borodullin, Thorsell (w/u)
17. Ward, Musielak, Rosén, Czałow
18. Pawlicki, Morris, Biełousow, Thörnblom
19. Aspgren, North, Zmarzlik (u/ns), Kudriaszow (w/su)
20. Dudek, Rosén, Karaczincew, Davies
21. Morris, Czałow, Thorsell, Zmarzlik (ns)
22. North, Dudek, Aspgren, Biełousow
23. Janowski, Davies, Borodullin, Thorsell
24. Musielak, Aspgren, Masters, Karaczincew (w/u)
25. Ward, Pawlicki, Rosén, Borodullin